# Referèndum d'independència de Nova Caledònia de 2020
El referèndum d'independència de Nova Caledònia de 2020 és un referèndum d'independència, que s'organitzà el 4 d'octubre de 2020, per a decidir la sobirania política de Nova Caledònia, ja fos per a constituir-se com a nou Estat independent o mantenir-se com a col·lectivitat sui generis de França.

## Context
Segons l'acord de Nouméa del 1998, els neocaledonians poden dur a terme fins a tres referèndums d'independència; el primer al 2018, després dos més al 2020 i al 2022, si en els anteriors el resultat ha estat negatiu. El primer es va celebrar el novembre de 2018, amb el resultat sent contrari a la independència per 56-44%.
El 2019, membres de la Unió Caledoniana, Futur amb Confiança, el Front d'Alliberament Nacional Canac Socialista i la Unió Nacional per la Independència van demanar que es dugués a terme un altre referèndum.
Inicialment s'havia previst pel 6 de setembre, es posposà al 4 d'octubre a causa de la pandèmia per coronavirus de 2019-2020.